# Mickaël Pagis
Mickaël Pagis (Angers, 17 augustus 1973) is een voormalig Franse voetballer (aanvaller). Gedurende zijn carrière speelde hij onder andere voor FC Sochaux, RC Strasbourg en Olympique Marseille. Hij won tweemaal de Coupe de la Ligue, in 2004 met FC Sochaux en in 2005 met RC Strasbourg.

## Carrière
- 1993-1998: Laval
  - 1995-1996: SO Châtellerault (op huurbasis)
- 1998-1999: Gazélec FCO Ajaccio
- 1999-2001: Nîmes Olympique
- 2001-2004: FC Sochaux
- 2004-2006: RC Strasbourg
- 2006-2007: Olympique Marseille
- 2007-2010 : Stade Rennais